# Pierre-Gabriel Boulanger
Pour les articles homonymes, voir Boulanger (homonymie).
Cet article possède un paronyme, voir Pierre Boulanger.
 (avril 2020).
Si vous disposez d'ouvrages ou d'articles de référence ou si vous connaissez des sites web de qualité traitant du thème abordé ici, merci de compléter l'article en donnant les références utiles à sa vérifiabilité et en les liant à la section « Notes et références ».
Pierre-Gabriel Boulanger, né le 7 mai 1908 à Saint-Mihiel et mort le 12 janvier 2004 à Saint-Jean-de-Verges, est un général français.

## Carrière militaire
Il souscrit un engagement spécial de huit ans et entre à l’École spéciale militaire de Saint-Cyr le 30 septembre 1927 et intègre la promotion « maréchal Gallieni ».
À l’issue de la deuxième année, il est affecté au 8e bataillon de chasseurs à pied avec le grade de sous-lieutenant le 1er octobre 1929. Il est promu au grade de lieutenant le 1er octobre 1931.

### LaLégion étrangère
En 1932, il arrive à Sidi bel-Abbès, pour un premier contact avec la Légion étrangère au sein de la compagnie d’instruction des cadres du 1er régiment étranger d'infanterie. Le 14 février 1932, il est affecté au 3e régiment étranger d'infanterie où il sert successivement à la 1re compagnie du 1er bataillon à Fez et à Oujda au Maroc, à la 1re compagnie montée, à la 2e compagnie qu’il commande provisoirement puis à la compagnie hors rang comme officier renseignement. Pendant cette période, il prend part aux combats d’Amalou, de N’ou el-Ghazy, Kouer et Sidi Amanda et il effectue plusieurs stages de renseignement, d’artillerie, de génie, et même d’aviation.
Le 15 décembre 1937, il rejoint le 1er REI où il est promu au grade de capitaine, le 25 août 1938. Candidat à l’école supérieure de guerre, il rejoint l’armée de l’air à La Sena en qualité de stagiaire.
Le 16 février 1939, il retrouve le 1er REI pour commander la 3e compagnie portée. Il sert ensuite à la 3e, la 2e et enfin la 7e compagnie du régiment. En raison de la guerre, il est affecté, le 29 juillet 1941, à la 4e demi-brigade du 1er REI et participe au périple d’Afrique Occidentale Française. Il suit cette unité devenue 4e DBLE au Maroc puis en Tunisie. Le 16 avril 1943, l’unité change encore d’appellation et devient le 1er REIM puis le Régiment de marche de la Légion étrangère. Il en est le chef d’état major puis le chef du 3e bureau. Ses galons de chef de bataillon lui sont remis le 25 juin 1944. En septembre, il commande le 3e bataillon. Le 1er juillet 1945, le RMLE re devient 3e régiment étranger d'infanterie, en août, il cesse son commandement, il est alors en Allemagne après avoir fait campagne en Afrique et en France.
Il est mis à la disposition du chef de corps ; puis détaché, le 16 novembre 1945, en qualité de chef de cours « infanterie » à l’école d’application de l’arme blindée et cavalerie. En juin 1946, il est désigné comme chef de la section Légion étrangère de la direction de l’infanterie.

### Le chemin des étoiles
Le 1er octobre 1948, il intègre l’école supérieure de guerre en qualité de stagiaire. Il est alors promu au grade de lieutenant-colonel le 1er janvier 1949. À l’issue de son stage, il reste à l’école comme instructeur pour compter du 15 juillet 1950.
Affecté à l’état-major de forces armées en 1951, il sert ensuite au comité militaire intérimaire de la communauté européenne de défense à Paris en mai 1952. Il est promu au grade de colonel le 1er janvier 1953. En mars de cette année, il rejoint les FFA pour deux mois.

### L'Indochine et encore la Légion
Désigné pour servir en Extrême-Orient, il est affecté le 9 mai 1953, à la 71e compagnie du régiment de génie à Saïgon, puis à la 153e compagnie de quartier général pour compter du 1er juin. Le 25 janvier 1954, il est affecté au groupe mobile de sécurité du 5e REI. Chef de corps du Régiment du Tonkin du 21 février au 3 novembre 1954, il a l’insigne honneur de commander le 5e régiment étranger d'infanterie durant cette terrible guerre d’Indochine. Combattant à la tête du régiment durant les derniers mois, il est l’homme de la transition après les accords de Genève. Dès le 9 octobre 1954, les troupes françaises commencent à évacuer Hanoi. Les GM 5 et 4 l’ont déjà quitté lorsque vers 16h30, le colonel Boulanger en compagnie du colonel d’Argence se laisse précéder par sa section d’escorte et franchit les 1 200 mètres du pont Paul Doumer à pied. Sur l’autre rive, les troupes du Viêt-Minh attendent avant de rentrer défiler dans la ville « libérée ». Le chef de corps du Régiment du Tonkin écrit à propos de cet épisode : « La section de protection du colonel commandant le 5e REI a, de toutes les troupes de l’Union française, franchi la dernière le pont Long Bien ex pont Paul Doumer, lors de l’évacuation d’Hanoi le 9 octobre 1954. C’est un douloureux privilège qui ne pouvait revenir qu’au régiment de tradition de la Légion étrangère au Tonkin. Par leur dignité et leur attitude, les unités ont montré qu’elles avaient conscience de n’avoir pas été battues ».
C’est à Kien An, où le 5e REI stationne depuis le 30 octobre, que le colonel Boulanger remet le 2 novembre le régiment entre les mains du lieutenant-colonel de Boissieu, nouveau chef de corps. Mais c’est sous son commandement qu’une page s’est doucement tournée sur la riche histoire du Régiment du Tonkin.

### Les états-majors
Le 15 novembre 1954, il est rapatrié sur la métropole. Il est alors désigné pour la 9e session du Collège de défense NATO au groupement des écoles de l’enseignement supérieur. Le 27 juillet 1956, il est désigné comme chef du bureau « infanterie » à la DPMAT. À l’issue, il sert à l’inspection de son arme puis au CHEM en qualité d’auditeur.
Il retrouve l’Algérie au poste d’adjoint au général commandant la 9e division d’infanterie à Orléansville le .1er janvier 1960

### Officier général
Admis en 1re section du cadre des officiers généraux, il devient le chef de la 9e DI et de la zone Ouest Algérois. En raison de la fin de la guerre en Afrique française du Nord, il quitte l’Algérie et il est nommé commandant d’un groupement à la subdivision de l’Ille-et-Vilaine à Rennes le 1er septembre 1962. En 1963, il est muté à l’État-major des Armées où il est promu au grade de divisionnaire. Le 5 mars 1965 il est adjoint au général commandant la 4e RM et le 12 décembre 1966, il reçoit le commandement de la 44e division militaire territoriale.
Il est placé en 2e section des officiers généraux le 7 mai 1968, par limite d’âge.

## Décorations
- 9 citations dont 6 à l’ordre de l’armée.
- Grand officier de l’Ordre national du Mérite
- Commandeur de la Légion d’honneur
- Croix de guerre 1939-1945
- Croix de guerre des TOE
- Croix de la Valeur militaire
- Médaille coloniale avec agrafes « EO » « Maroc» - « Tunisie » 1942/1943
- Médaille commémorative de la Guerre de 1939-1945 avec barrettes « Afrique » « Libération » « Allemagne », « Résistance » « Atlantique »
- Médaille commémorative de la campagne d'Indochine
- Médaille COSMO AFN avec agrafe « Algérie »
- A droit au port de la fourragère aux couleurs de la Croix de guerre au titre du RMLE

- Silver Star US
- Distihguished United Badge US
- Commandeur du Ouissam Alaouite
- Commandeur de l’Étoile noire du Bénin

## Sources
Répertoire des chefs de corps de Légion étrangère - Centre de documentation de la Légion étrangère